# ペン・マーフィー
ウィリアム・ペン・マーフィー（William Penn Murfee, 1994年5月2日 - ）は、アメリカ合衆国のテネシー州ナッシュビル出身のプロ野球選手（投手）。右投右打。MLBのシカゴ・ホワイトソックス所属。

## 経歴

### プロ入りとマリナーズ時代
2018年のMLBドラフトの33巡目（全体988位）でシアトル・マリナーズから指名された。入団後はA-級エベレット・アクアソックスでプロデビューし、19試合に登板して3勝2敗、防御率6.55の成績を残した。
2019年はA+級モデスト・ナッツ、AA級アーカンソー・トラベラーズ、AAA級タコマ・レイニアーズの3球団でプレーし、合計32試合（うち先発20試合）に登板して6勝5敗、防御率3.45の成績を記録した。また10月10日には2019 WBSCプレミア12のアメリカ合衆国代表に選出された。
2020年は新型コロナウイルスの感染拡大の影響でマイナーリーグが開催されなかったため、公式戦での登板はなかった。
2021年はAA級アーカンソーとAAA級タコマの2球団合計で26試合（うち先発14試合）に登板して、7勝3敗、防御率4.23の成績を記録した。オフにはドミニカのウィンターリーグ（LIDOM）のレオネス・デル・エスコヒードでプレーした。
2022年はAAA級タコマで開幕を迎え、4月20日にメジャー契約を結びアクティブ・ロースター入りした。4月29日のマイアミ・マーリンズ戦でメジャー初登板を果たした。このシーズンは64試合に登板し、防御率2.99という成績を収めた。
2023年は16試合に登板し、防御率1.29という好成績を収めていたが、6月27日に内側側副靭帯損傷に対する手術を受けた。

### ブレーブス時代
2023年10月31日にウェイバー公示を経てニューヨーク・メッツへ移籍したが、再びウェーバーにかけられ、11月14日にアトランタ・ブレーブスに移籍した。11月17日にノンテンダーFAとなった。11月30日にブレーブスと再契約を結んだ。
2024年はリハビリの為、全休した。

### ホワイトソックス時代
2024年11月4日にウェイバー公示を経てシカゴ・ホワイトソックスへ移籍した。

## 詳細情報

### 年度別投手成績
| 年 度    | 球 団    | 登 板 | 先 発 | 完 投 | 完 封 | 無 四 球 | 勝 利 | 敗 戦 | セ 丨 ブ | ホ 丨 ル ド | 勝 率 | 打 者 | 投 球 回 | 被 安 打 | 被 本 塁 打 | 与 四 球 | 敬 遠 | 与 死 球 | 奪 三 振 | 暴 投 | ボ 丨 ク | 失 点 | 自 責 点 | 防 御 率 | W H I P |
| -------- | -------- | ----- | ----- | ----- | ----- | -------- | ----- | ----- | -------- | ----------- | ----- | ----- | -------- | -------- | ----------- | -------- | ----- | -------- | -------- | ----- | -------- | ----- | -------- | -------- | ------- |
| 2022     | SEA      | 64    | 1     | 0     | 0     | 0        | 4     | 0     | 0        | 8           | 1.000 | 272   | 69.1     | 48       | 7           | 18       | 1     | 2        | 76       | 2     | 0        | 23    | 23       | 2.99     | 0.95    |
| 2023     | SEA      | 16    | 0     | 0     | 0     | 0        | 1     | 2     | 0        | 1           | .333  | 58    | 14.0     | 5        | 1           | 10       | 3     | 1        | 16       | 0     | 1        | 5     | 2        | 1.29     | 1.07    |
| MLB：2年 | MLB：2年 | 80    | 1     | 0     | 0     | 0        | 5     | 2     | 0        | 9           | .714  | 330   | 83.1     | 53       | 8           | 28       | 4     | 3        | 92       | 2     | 1        | 28    | 25       | 2.70     | 0.97    |

- 2024年度シーズン終了時

### 年度別守備成績
| 年 度 | 球 団 | 投手（P） | 投手（P） | 投手（P） | 投手（P） | 投手（P） | 投手（P） |
| 年 度 | 球 団 | 試 合     | 刺 殺     | 補 殺     | 失 策     | 併 殺     | 守 備 率  |
| ----- | ----- | --------- | --------- | --------- | --------- | --------- | --------- |
| 2022  | SEA   | 64        | 2         | 4         | 0         | 1         | 1.000     |
| 2023  | SEA   | 16        | 1         | 1         | 1         | 0         | .667      |
| MLB   | MLB   | 80        | 3         | 5         | 1         | 1         | .889      |

- 2023年度シーズン終了時

### 背番号
- 56 (2022年 - 2023年)
- 63 (2025年 - )

### 代表歴
- 2019 WBSCプレミア12 アメリカ合衆国代表